# Thaba-Tseka
Thaba-Tseka a lesothói Thaba-Tseka tartomány székhelye. Lakosainak száma 5423.
A város nem sokkal azután épült, hogy elkészült a Molimo Nthuséből errefelé vezető út, ami itt csatlakozik a Hlotse és Katse városait összekötő úthoz, de már korábban is állt itt település, 1893-ban említenek is egyet. Nevét a Thaba-Tseka hegyről kapta, lángoló hegyet jelent. Az 1900-as években misszió és kereskedőállomás állt itt.
A városban többek között találhatók boltok, bank, posta és kórház.
A jelenlegi tervek szerint leszállópályát, fáskertet és pónitenyésztő telepet létesítenek a városban tíz éven belül, ezenkívül a közelben épül a Mashai-gát, amelynek következtében víztározó jön létre a város keleti határán. Egy helyi technológiai központ a napelemek használatával kísérletezik.

## Külső hivatkozások
- Képek